# Deserto de Tabernas

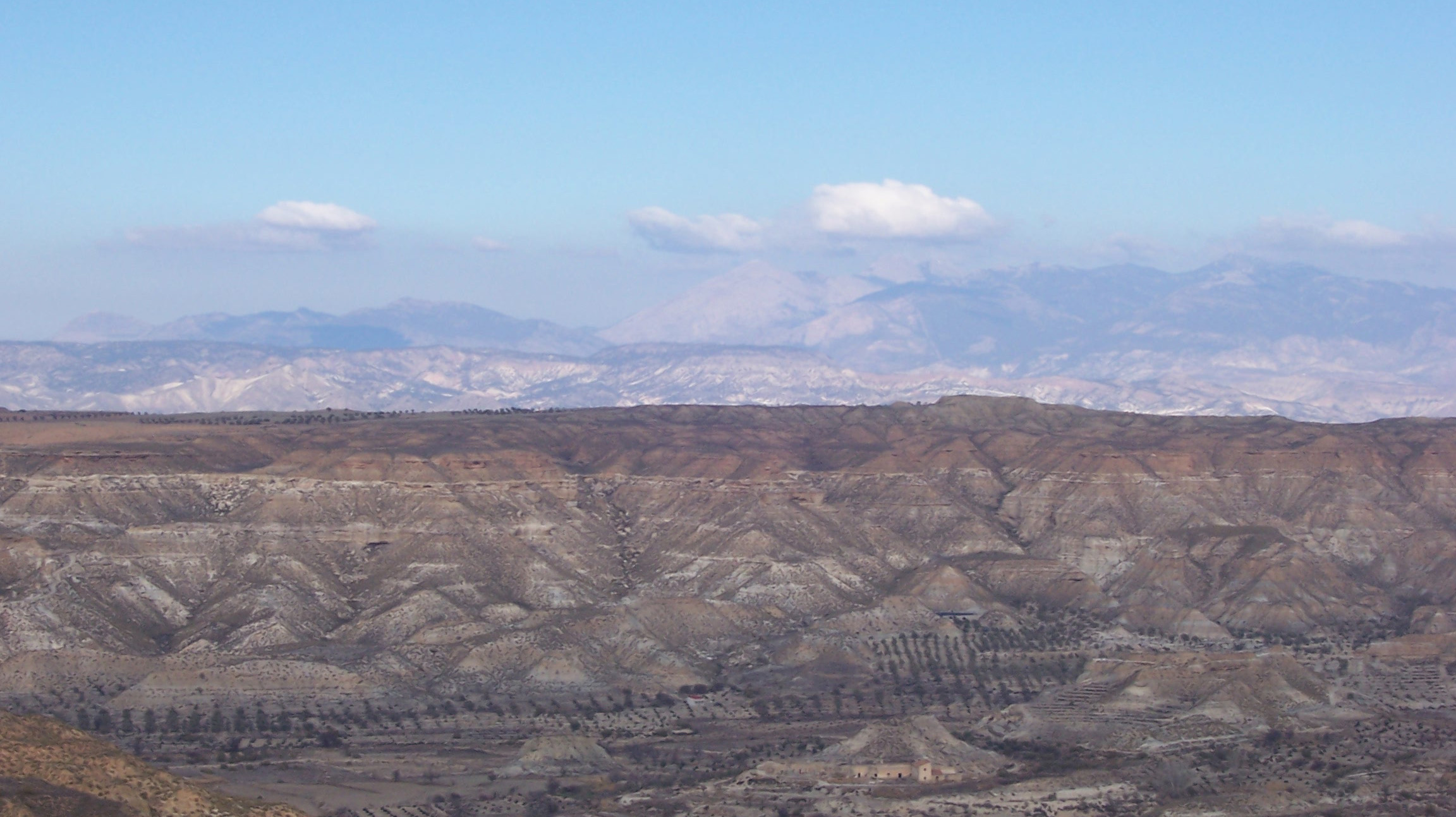
Paisagem do deserto de Tabernas.

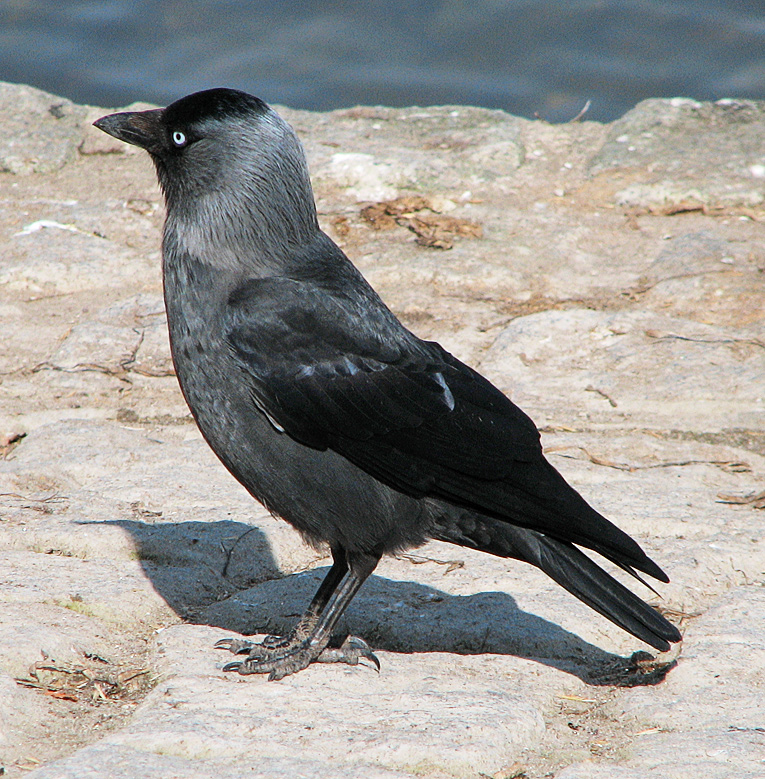
Gralha-de-nuca-cinzenta, fauna do deserto de Tabernas.

O Deserto de Tabernas é considerado um dos raros semidesertos da Europa (a Europa não contém desertos no sentido rigoroso do termo). Está localizado na província de Almería (Andaluzia, Espanha), a uns 30 km a norte da capital provincial, Almería, nos limites municipais de Tabernas, Gádor, Santa Cruz, Alboloduy e Gérgal. Está protegido como Parque Natural numa área de 280 km².
A sua posição entre a Serra de los Filabres a norte e Serra Alhamilla a sueste isola-o das correntes húmidas do mar Mediterrâneo, que fica próximo. É uma zona de pouca chuva, como o restante levante da Península Ibérica, com precipitação de apenas 243 mm. Juntamente com as altas temperaturas médias ao longo de todo o ano (17 °C) e um dos maiores níveis de horas de sol possíveis (3000 h/ano), forma-se o clima seco que dá lugar a este verdadeiro deserto. Todas estas características são ainda agravadas pelos efeitos do vento Föhn.
As poucas chuvas costumam ser torrenciais, e assim o pobre solo de margas e arenitos sedimentares tem pouca vegetação e não consegue reter humidade.
O deserto de Tabernas, pela semelhança com os desertos da América do Norte, foi utilizado desde a década de 1950 até à década de 1980 para filmagens de muitas cenas dos denominados western spaghetti, coproduções hispano-italianas de westerns, como os filmes de Sergio Leone, com a mítica trilogia com Clint Eastwood (Por um Punhado de Dólares, Por Mais Alguns Dólares e O Bom, o Mau e o Vilão/Três Homens em Conflito, bem como o magistral Aconteceu no Oeste/Era uma Vez no Oeste, protagonizado por Henry Fonda, Charles Bronson, Jason Robards e Claudia Cardinale. Também no deserto de Tabernas foi rodada parte do filme "Red Sun" de Terence Young (1971), com Charles Bronson e Toshiro Mifune.
Além de westerns, no deserto de Tabernas foi cenário de muitos filmes de outros géneros, como por exemplo Lawrence da Arábia (1962), Cleópatra (1963), Patton (1970), Conan, o Bárbaro (1982) ou Indiana Jones e a Última Cruzada (1989).